# Kimino

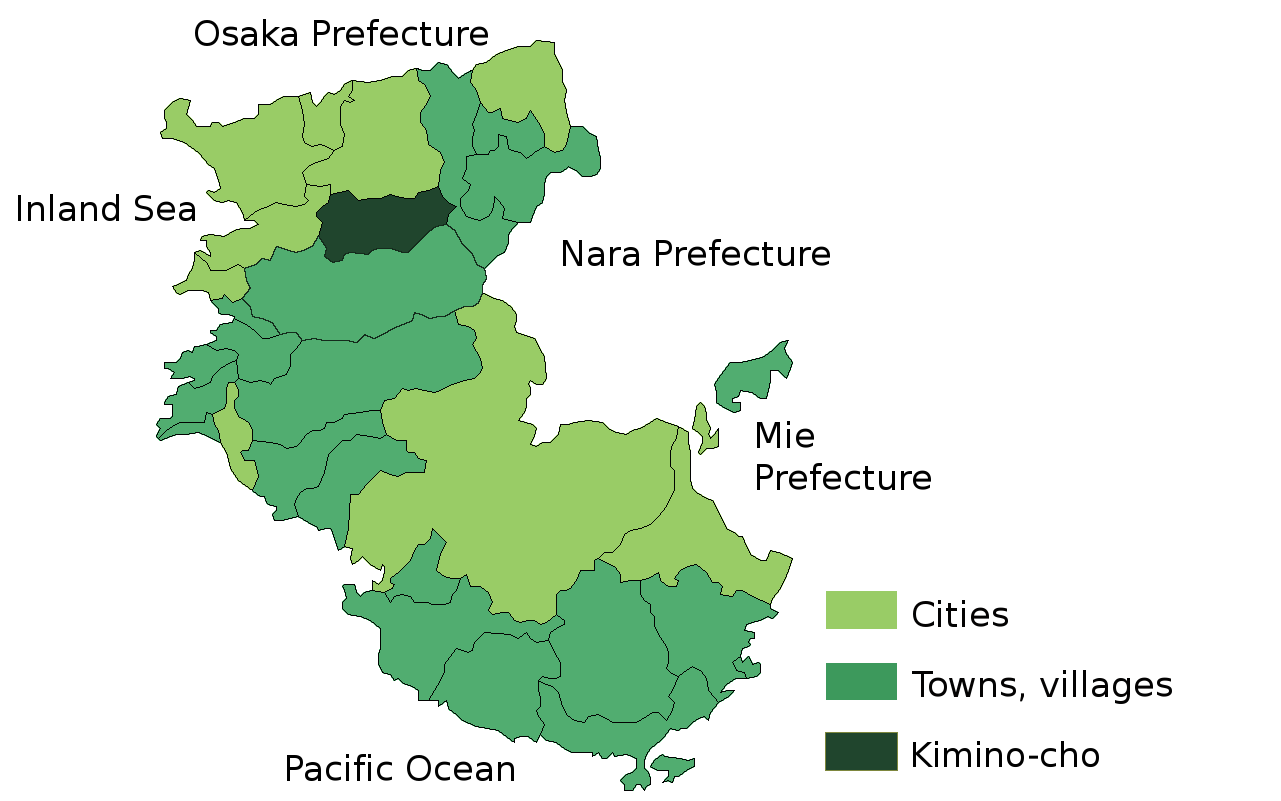
Lokalizacja Kimino w prefekturze Wakayama

Kimino (jap. 紀美野町 Kimino-chō) – miasto w Japonii, zlokalizowane w centrum powiatu Kaisō w prefekturze Wakayama.